# Zürcher Kantonalbank
Zürcher Kantonalbank (zkráceně ZKB, česky doslovně: Curyšská kantonální banka) je největší švýcarská kantonální banka a čtvrtý největší bankovní dům Švýcarska, jenž byl založen v roce 1870. Jedná se o hlavního poskytovatele peněžních služeb v curyšké oblasti, s celkovým jměním přesahujícím 150 miliard švýcarských franků.

## Charakteristika
Jediným vlastníkem banky je curyšský kanton. Hlavní dozorčí orgán představuje kantonální rada Curychu, jejíž úloha vychází z curyšského kantonálního bankovního zákona (Kantonalbankgesetz).
Curyšský kanton ze zákona odpovídá za všechny finanční závazky banky. Časopis Global Finance v říjnu 2009 ohodnotil curyšskou kantonální banku jako jeden z pěti nejbezpečnějších bankovních domů na světě, na základě faktu, že se řadil k pěti finančním institucím, jimž udělila velká trojka ratingových agentur – Standard & Poor's, Fitch a Moody's, světový rating „AAA/Aaa“.
Banka zahájila 15. března 2006 činnost investičního fondu ZKB Gold ETF (ZGLD), obchodujícího se zlatem.

## Bankovní síť
Zürcher Kantonalbank měla k roku 2015 přes sto poboček, což znamenalo největší bankovní síť v curyšském kantonu. Filiálky existovaly také mimo švýcarské území v Salcburku, Pekingu, Bombaji, Singapuru, Panamě a São Paulu.